# Сумароков, Павел Иванович
Па́вел Ива́нович Сумаро́ков ( ок. 1767 — 6 (18) сентября 1846) — русский чиновник и литератор из рода Сумароковых. Автор известного описания Новороссии, опубликованного в 1800 году. Племянник поэта А. П. Сумарокова, отец графа С. П. Сумарокова.

## Жизнь и карьера
Родился около 1767 года в Москве, там же обучался в благородном пансионе при Московском университете. С 1781 года служил в Преображенском полку: унтер-офицером, с 1790 года — прапорщиком, с 1792 года — подпоручик, вышел в отставку в 1796 году в чине штабс-капитана.
В 1797 году перешёл на гражданскую службу в чине коллежского советника, в ходе служебных разъездов он пишет путевые записки, которые потом станут основой книги. В 1801 году ему присвоен чин статского советника.
В 1802 году П. И. Сумароков назначен членом Комиссии по спорам о землях в Крыму, и опять он пишет о своих путешествиях, подойдя к делу весьма капитально. Он нанимает французского рисовальщика Афанасия де Палдо и мастеров гравёров. До сих пор вторая книга Сумарокова ценнейший текстовый и иллюстративный источник по истории Крыма.
В 1807 году — на должности витебского губернатора, где проработал до 1812 года, затем, с 21.03.1812 года — новгородский губернатор. По сообщению Свербеева:
В правительственной сфере считался он человеком беспокойным, брюзгливым и неприятно резким. В других, противоположных кружках, напротив того, Сумароков являлся героем самоотвержения, живя скромно, бедно и почти вдовцом. Умная и говорливая пожилая его дочь проживала у каких-то Голицыных, своих родственников.
В 1813 году по протекции Сумарокова, на должность новгородского вице-губернатора был назначен Н. Н. Муравьев, который, сойдясь близко с Аракчеевым, начал интриговать против своего начальника. Временщик, владевший в Новгородской губернии усадьбой Грузино, твердил императору, что губернатор Сумароков пьёт. Кикин пытался защитить честь приятеля и разубедить в этом государя, однако безуспешно.
В 1815 году Сумароков посреди ночи получил приказ выехать из губернии, причём был лишен жалованья, а на его место был назначен Н. Н. Муравьев.
С 1815 года состоял при Герольдии.
В 1820 году при финансовой поддержке друзей Сумароков совершил заграничное путешествие, о котором давно мечтал.
В 1821 году был назначен сенатором и получил чин тайного советника.
В 1826 году был назначен в Верховный уголовный суд по делу декабристов.
В 1843 году по протекции сына получил чин 2-го класса.
Скончался в Петербурге 6 (18) сентября 1846 1846 года. Похоронен на Митрофаниевском кладбище.

## Основные произведения
- Обложка оригинального издания «Досуги Крымскаго Судьи», 1803, СПб«Путешествие по всему Крыму и Бессарабии в 1799 году. С историческим и топографическим описанием всех тех мест» (М., 1800)

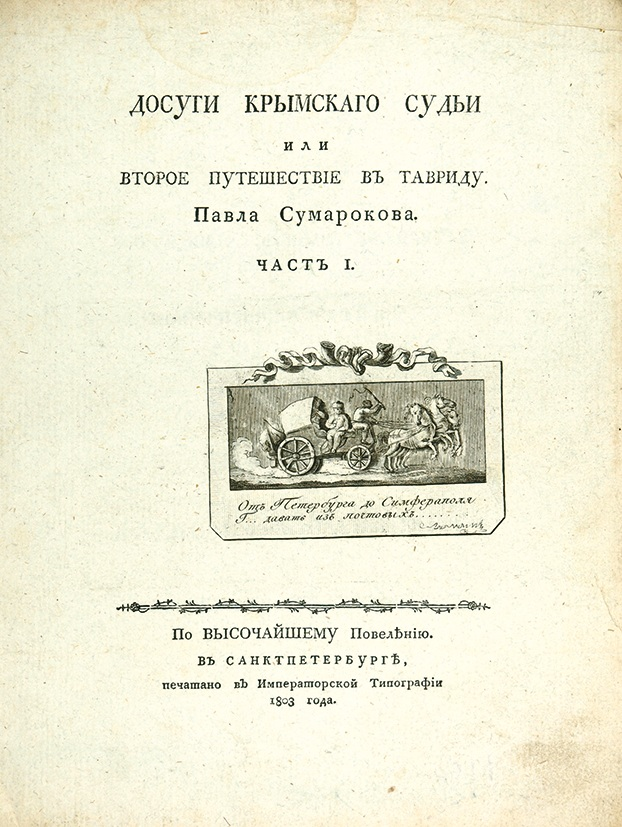
Обложка оригинального издания «Досуги Крымскаго Судьи», 1803, СПб

- «Досуги крымского судьи, или Второе путешествие в Тавриду». Часть I. Часть II. (СПб., 1803—1805.)
- «Зеленый корсет» (комедия, СПб., 1805)
- «Некоторые рассуждения о А. П. С. и начале российского театра» (СПб., 1806)
- «Модник» (комедия, СПб., 1806)
- «Товарищ, или Отысканный сын» (комедия, СПбГТБ)
- «Орлы и скворцы» (притча, СПб., 1806)
- «Марфа Посадница, или Покорение Новаграда» (драма, СПб., 1807)
- «Новгородская история», 1815 (М., 1890)
- «Черты Екатерины Великой» (СПб., 1819)
- «Прогулка за границу» (СПб., 1821. Ч. 1—4)
- «Федора, историческая повесть, или Быль с примесью», 1830
- «Обозрение царствования и свойств Екатерины Великия», 1832. Ч. 1—3
- «Прогулка по двенадцати губерниям», 1839

Переиздания трудов
- Сумароков П. И. Старый и новый быт // Москва—Петербург: pro et contra. — М.: Изд-во Русского Христианского гуманитарного института, 2000. — С. 132—176. — 712 с. — (Русский путь). — 2000 экз. — ISBN 5-88812-067-7. (в пер.)
- Сумароков П. И. Путешествие по всему Крыму и Бессарабии в 1799 году / Предисл. и комм. Т. М. Фадеевой; Рецензент: д-р ист. наук, проф. Э. Б. Петрова. — Симферополь: Бизнес-Информ, 2012. — 208 с. — 2000 экз. — ISBN 978-966-648-268-9, ISBN 978-966-2953-11-4. (в пер.)

## Семья

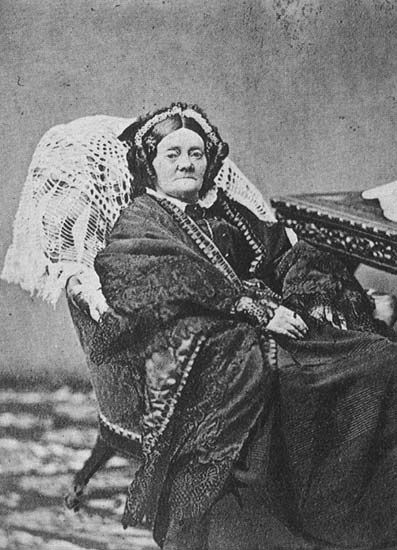
Мария Павловна Сумарокова

С 1785 года был женат на княжне Марии Васильевне Голицыной (1765—1847), дочери князя Василия Сергеевича Голицына и Варвары Петровны Бутурлиной. Брак этот не был счастливым, по отзыву современницы, Сумароков «был гулякой, а жена его сумасшедшая, у которой иногда даже случались припадки бешенства». Дети воспитывались в семье её кузена С. Ф. Голицына:
- Мария Павловна (1786—01.04.1882[5]), с шести лет жила в доме князя Голицына, который любил её, как родную дочь. После его смерти жила в семье его сына Фёдора. По словам Ф. Ф. Вигеля, «воспитанная с детьми другого пола, она имела и сохранила много ухваток мальчика»[6]. Видевший её в 1817 году граф М. Бутурлин, вспоминал о ней как о «рыжеволосой зрелой девице, которая недурно певала романсы, аккомпанируя себе на фортепиано»[7]. Была близка ко двору великого князя Михаила Павловича и в летние сезоны «царила» в Павловске. С 1840-х годов и до самой смерти жила в доме на ул. Миллионной, где принимала раз в неделю. Скончалась в глубокой старости и была похоронена на городском кладбище при церкви Марии Магдалины в Павловске.
- Сергей Павлович (1793—1875), фаворит великого князя Михаила Павловича, генерал-адъютант, считался одним из лучших специалистов по вопросам артиллерии, получил в 1856 году графский титул, переданный впоследствии внуку Феликсу Сумарокову-Эльстону.